# Jack Pierce
Jack Pierce (Cherry Hill - New Jersey, 23 september 1962) is een voormalige Amerikaanse hordeloper, die is gespecialiseerd in de 110 m horden. Hij werd tweemaal Amerikaans kampioen op deze discipline. Met een persoonlijk record van 12,94 s staat hij achtste op de wereldranglijst aller tijden.
Hij groeide op in Woodbury en studeerde in 1980 af aan de Woodbury High School. Op de WK 1987 in Rome miste hij met een vierde plaats net het podium. Op de WK 1991 in Tokio behaalde hij een tweede plaats achter Greg Foster.
Op de Olympische Spelen van 1992 in Barcelona werd hij derde. Met een tijd van 13,25 eindigde hij achter de Canadees Mark McKoy (goud; 13,12) en zijn landgenoot Tony Dees (zilver; 13,24). Op het WK 1993 in Stuttgart liep hij zichzelf wederom op het podium. Ditmaal eindigde hij derde met een tijd van 13,06. De wedstrijd werd gewonnen door de Brit Colin Jackson, die het wereldrecord verbeterde naar 12,91 s.

## Titels
- Amerikaans kampioen 110 m horden - 1992, 1993

## Persoonlijk record
| Onderdeel    | Prestatie | Datum        | Plaats  |
| ------------ | --------- | ------------ | ------- |
| 110 m horden | 12,94 s   | 22 juni 1996 | Atlanta |

## Palmares

### 60 m horden
- 1991: 8e WK indoor - 7,68 s

### 110 m horden
- 1987: 4e WK - 13,41 s
- 1991:  Grand Prix Finale - 13,44 s
- 1991:  WK - 13,06 s
- 1992:  OS - 13,26 s
- 1993:  WK - 13,06 s
- 1993: 7e Grand Prix Finale - 13,47 s
- 1994: 5e Grand Prix Finale - 13,55 s
- 1995: 4e WK - 13,27 s
- 1995: 6e Grand Prix Finale - 13,88 s
- 1997: 7e Grand Prix Finale - 13,19 s